# Natalie Whitford Uhl
Natalie Whitford Uhl (n. Janesville, Wisconsin, 1919) es una botánica estadounidense
Es curadora de Botánica, en el "Jardín Botánico de Nueva York"
Es experta en sistemática y ecología de las palmas neotropicales, y en la florística amazónica y de las Guyana.

## Algunas publicaciones
- john Dransfield, natalie w. Uhl. 2008. Genera Palmarum: the evolution and classification of palms. Ed. Kew Pub. 732 pp. ISBN 1-84246-182-6

- natalie w. Uhl, john Dransfield, harold emery Moore. 1987. Genera Palmarum: a classification of palms based on the work of Harold E. Moore, Jr. Ed. L.H. Bailey Hortorium. 610 pp. ISBN 0-935868-30-5

- harold emery Moore, natalie w. Uhl. 1984. The indigenous palms of New Caledonia, Volumen 3, N.º 5. Ed. Pacific Tropical Botanical Garden. 89 pp.

- natalie w. Uhl, h.e. Moore jr.. 1973. The protection of pollen and ovules in palms. Principes 17:111–148

- --------------. 1969. Anatomy and ontogeny of the Cincinni and flowers in Nannorrhops ritchiana (Palmae). 21 pp.

- --------------, --------------. 1947. The monocotyledons: their evolution and comparative biology: VI. palms and the origin and evolution of monocotyledons. 23 pp.

- 1947. Studies in the floral morphology and anatomy of certain members of the Helobiae. Ed. Cornell Univ. 214 pp.

- 1943. Some morphological and anatomical investigations on the flowers of the genus Potamogeton. Variation in stone cells in "seed" coats of different species of the genus Najas. Ed. Cornell Univ. 58 pp.

## Becas y galardones
- 2002. American Society of Plant Taxonomists. Medalla Asa Gray por contribuciones en botánica sistemática
- La abreviatura «N.W.Uhl» se emplea para indicar a Natalie Whitford Uhl como autoridad en la descripción y clasificación científica de los vegetales.[2]